# Biberwier
Biberwier – gmina w Austrii, w kraju związkowym Tyrol, w powiecie Reutte. Liczy 617 mieszkańców (1 stycznia 2015).